# Poa nematophylla
Poa nematophylla là một loài cỏ trong họ hòa thảo, thuộc chi poa.